# 首都圈新都市铁道TX-3000系电动列车
首都圈新都市鐵道TX-3000系電聯車（日语：／ Shutoken shintoshi tetsudō TX-3000-kei densha */?）是日本首都圈新都市铁路的交直流通勤型电车，由日立製作所承造，自2020年3月14日的时刻表修改开始运用。

## 概要
筑波快线在2005年开业时1天乘客数约为15万人，但10年后，2016年度已大幅成長到35万人。沿线开发不断增加，人口急剧增加，近年来高峰时段的拥挤率呈上升状态。为了缓和拥挤状况，以将最拥挤区间青井站到北千住站之间每小时的班次从22班增加到25班为目的，2018年6月发表了新引进5组30辆的消息。

## 车身
车身一侧有四处左右开门，设有客门。车身的尺寸为全长20m、宽2930mm级，其宽度在日本的1067mm线路中是最大级别，也就是所谓的“宽幅车体”。由於筑波快線具有地下路段，依法規在每列車的兩端設有緊急逃生門。

## 设计概念
车辆在2019年11月3日在筑波快车综合基地（TX综合基地）举办的“筑波快车节2019”上首次向公众开放。
外观是为了在车站停车时更容易识别车辆和可动式站台栅栏，门部分是蓝色的。目的地显示器采用全彩色LED式，提高了可视性。内部装修和现有车辆一样采用了全长座椅的座位配置。

## 安全装置
搭载ATC、ATO、TASC，只要驾驶员一个按钮就能自动从加速到停车，並準確停靠於月台正確位置。

## 运用
秋叶原站-筑波站的所有区间都有运行，全部的列车类别（快速、通勤快速、区间快速、普通）都有。

## 相关项目
- 首都圈新都市铁道TX-1000系电力动车组
- 首都圈新都市铁道TX-2000系电力动车组